# Попов, Василий Николаевич (поэт)
Василий Николаевич Попов (род. 3 апреля 1983, Ангарск, Иркутская область) — российский поэт, переводчик и художник. Член Союза писателей России, секретарь правления данной организации. Лауреат Бунинской премии по литературе, лауреат премии Лермонтова, обладатель гран-при литературного форума «Золотой витязь». Стал первым в мире художником, отправившим в космос свою картину, одновременно опубликованную в интернете с использованием технологии NFT.

## Биография и творчество
Родился 3 апреля 1983 году в городе Ангарске, Иркутской области. После завершения обучения в школе поступил и успешно в 2005 году сдал дипломную работу в Сибирском институте права, экономики и управления. Позже, в 2010 году, завершил обучение в Литературном институте имени Горького. Проживает в Москве.

### Литература

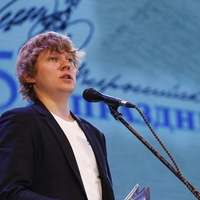
Василий Попов на сцене

### Живопись

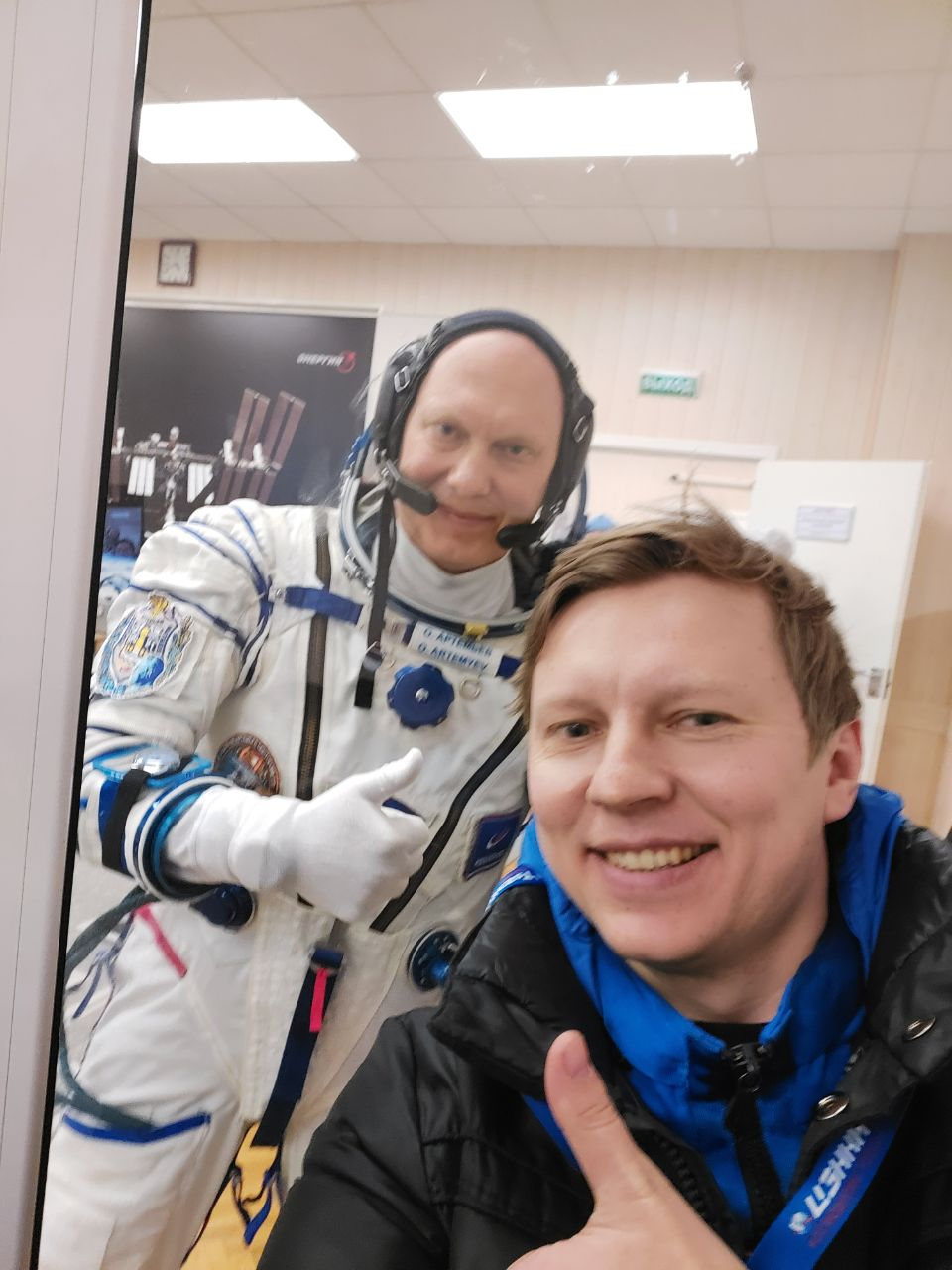
Василий Попов и космонавт Олег Артемьев

В начале 2020-х гг. занялся живописью и создал серию работ «Сущности» (Entities). Он опубликовал их в цифровом формате с использованием технологии NFT, которая позволяет заверить авторство произведения через блокчейн. Одна из «Сущностей» — портрет космонавта. Эту картину Василий Попов отправил в космос в попытке стать первым, кто сделал подобное среди сообщества «NFT-художников».
Космонавт Олег Артемьев согласился взять с собой эту картину на МКС и стартовал с ней на орбиту 18 марта 2022 года с космодрома Байконур. По словам Попова, «эта картина в дальнейшем превратится в звёздную книгу, в которой своим творчеством и видением на космическую тему поделятся современные писатели». Книга будет проиллюстрирована фотографиями Олега Артемьева, присланными из космоса.

## Премии
- 2009 — Лауреат Всероссийской поэтической премии «Соколики русской земли»;
- 2011 — Лауреат первой степени Международного поэтического конкурса «Журавли над Россией»;
- 2012 — Гран-при литературного форума «Золотой витязь»;
- 2012 — Лауреат премии имени И. Бунина;
- 2014 — Лауреат премии имени М. Ю. Лермонтова.